# Grandes chilenos
Grandes Chilenos de nuestra historia (más conocido simplemente como Grandes Chilenos) fue un programa de televisión chileno, emitido y producido durante 2008 por Televisión Nacional de Chile.
Basada en la licencia original de BBC del programa 100 Greatest Britons, TVN creó un programa cuyo objetivo era elegir al «chileno que más haya contribuido a construir el país» como forma de conmemorar el bicentenario de Chile. El programa contó con varias etapas previo a su emisión, dentro de las cuales contó una etapa donde varios académicos organizaron una lista con los primeros 40 calificados. De esta lista se seleccionaron los 10 finalistas tras una votación realizada en línea con estudiantes y profesores. Para estos seleccionados, se realizaron diez documentales que fueron emitidos en horario prime todos los miércoles a partir del 23 de julio de 2008. Cada uno de los documentales era narrado por un defensor, generalmente un personaje conocido de la televisión. Desde el comienzo de la emisión televisiva a mediados de año, se abrieron líneas telefónicas y sitios web para que el público pudiera elegir a su personaje histórico favorito.
El programa, presentado por Consuelo Saavedra, enfrentó diversas polémicas desde sus comienzos, tanto por la exclusión de algunas figuras históricas, la negativa de algunos representantes de los finalistas de participar en los documentales y el desarrollo de las votaciones particularmente divididas en torno a líneas ideológicas. El 17 de septiembre de 2008 fueron entregados los resultados finales, marcando una fuerte división entre los votantes. El ganador fue Salvador Allende, Presidente de Chile entre 1970 y 1973, con un 38,81% de los votos, seguido por el héroe de la Armada de Chile, Arturo Prat. 
Grandes chilenos contó con el apoyo de diversas instituciones, como el portal Educarchile, la Dirección de Bibliotecas, Archivos y Museos y el Ministerio de Educación de Chile.

## Primera fase: Selección
Durante el año 2006 y 2007, la producción del programa organizó un comité de 18 académicos con el fin de seleccionar a los 50 candidatos a participar en la ronda final del concurso. El comité estuvo conformado por diversos expertos, entre los que había un sociólogo, seis historiadores y once premios nacionales de diversas ramas.
1. Jorge Larraín, psociólogo.
2. Sofía Correa, historiadora.
3. Cristián Gazmuri, historiador.
4. Iván Jaksic, historiador.
5. Rafael Sagredo, historiador.
6. Lucía Santa Cruz, historiadora.
7. Manuel Vicuña, historiador.
8. José Miguel Varas, P. N. de Literatura
9. Juan Pablo Cárdenas, P. N. de Periodismo
10. Gabriel Salazar, P. N. de Historia
11. Cirilo Vila, P. N. de Artes Musicales
12. Gonzalo Díaz Cuevas, P. N. de Artes Plásticas
13. Rafael Benguria, P. N. de Ciencias Exactas
14. Gabriel Castillo, P. N. de Educación
15. Ricardo Ffrench-Davis, P. N. de Ciencias Sociales
16. Fernando González, P. N. de Artes Audiovisuales
17. María Cecilia Hidalgo, P. N. de Ciencias Naturales
18. Edgar Kausel, P. N. de Ciencias Aplicadas

Los candidatos debían reunir las condiciones para ser considerado como «el chileno o chilena que más haya contribuido a la construcción del país». La producción del programa entregó libertad a la comisión para poder seleccionar a los 60 nominados, dejando como único requisito el que las personas estuviesen fallecidas, al considerar que así su legado sería perdurable y que no cambia fundamental a diferencia de los vaivenes en la imagen de un personaje aún vivo. Aunque se buscaba a los «grandes chilenos», el comité decidió no establecer restricciones de nacionalidad, dejando la puerta abierta tanto a inmigrantes como a figuras históricas de la época colonial.
La selección por parte del comité decidió hacerse por mayoría y no por consensos. Cada uno de los miembros generó una lista con 25 candidatos sin ninguna restricción, pese a que inicialmente la historiadora Santa Cruz propuso descartar a Salvador Allende y Augusto Pinochet debido a sus características de figuras controvertidas de la historia de Chile. Los 36 nombres que más se repitieron fueron incluidos de inmediato en la lista, liderando con 16 votos el venezolano Andrés Bello, seguido de los ganadores del Premio Nobel de Literatura, Pablo Neruda y Gabriela Mistral. Una nueva nómina fue realizada para poder completar los siguientes 14 cupos. Sin embargo, el número de votos obtenidos fue bastante bajo para las diferentes figuras; Pedro de Valdivia y Salvador Allende ingresaron con 6 votos. Ante esa situación, el comité solicitó a TVN ampliar la lista de 50 a 60 personajes, lo que fue aceptado. Así, se realizó una nueva votación que determinó los últimos seleccionados, los que entraron a la lista con al menos 3 votos.

### Lista de seleccionados
| 1. Justicia Acuña, ingeniera 2. Pedro Aguirre Cerda, Presidente 3. Arturo Alessandri Palma, Presidente 4. Salvador Allende, Presidente 5. Claudio Arrau, músico 6. José Manuel Balmaceda, Presidente 7. Diego Barros Arana, historiador 8. Andrés Bello, educador 9. Francisco Bilbao, escritor y político 10. Alberto Blest Gana, novelista 11. Clotario Blest, político y sindicalista 12. María Luisa Bombal, escritora 13. Elena Caffarena, jurista y activista 14. José Miguel Carrera, político y militar 15. Jaime Castillo Velasco, político 16. Alonso de Ercilla, poeta 17. Pedro de la Barra, profesor y dramaturgo 18. Manuel de Salas, educador 19. Luis de Valdivia, misionero 20. Pedro de Valdivia, militar y conquistador 21. Eloísa Díaz, médico 22. Ignacio Domeyko, científico 23. Joaquín Edwards Bello, escritor 24. Eduardo Frei Montalva, Presidente 25. Claudio Gay, botánico y naturalista 26. Juan Gómez Millas, profesor y ministro de Educación 27. Fray Camilo Henríquez, sacerdote y político 28. Vicente Huidobro, poeta 29. Alberto Hurtado, santo sacerdote 30. Víctor Jara, cantautor | 1. Amanda Labarca, profesora 2. Manuel Larraín, sacerdote 3. José Victorino Lastarria, político 4. Lautaro, militar mapuche 5. Valentín Letelier, político 6. Joaquín Luco Valenzuela, neurocirujano 7. Roberto Matta, arquitecto, pintor y poeta 8. Rebeca Matte, escultora 9. José Toribio Medina, historiador 10. Jorge Millas, filósofo 11. Gabriela Mistral, poetisa 12. Juan Ignacio Molina, sacerdote y cronista 13. Pablo Neruda, poeta 14. Bernardo O'Higgins, militar y Director Supremo 15. Violeta Parra, cantautora y pintora 16. Jorge Peña Hen, músico 17. Vicente Pérez Rosales, minero, comerciante y político 18. Aníbal Pinto Santa Cruz, economista 19. Diego Portales, comerciante y político 20. Arturo Prat, marino y político 21. Carlos Prats, militar 22. Luis Emilio Recabarren, político 23. Manuel Rodríguez, abogado, político y guerrillero 24. Manuel Rojas, escritor 25. Juana Ross, filántropa 26. Sola Sierra, activista 27. Raúl Silva Henríquez, sacerdote 28. José Tomás Urmeneta, político 29. Benjamín Vicuña Mackenna, político e historiador 30. Fermín Vivaceta, profesor y arquitecto |

## Segunda fase: Elección de finalistas
Una vez confeccionada la lista de 60 personajes propuestos, se abrió en el sitio web del programa un formulario de votación para seleccionar a los 10 finalistas que participarían en la producción televisiva. La votación en esta etapa estuvo abierta únicamente a estudiantes de Educación Básica, Media y Superior, profesores y académicos, los que pudieron votar por sus 10 candidatos favoritos. Según TVN, esta primera parte de las votaciones se realizó en un universo estudiantil y académico debido a que es «donde encuentra su ambiente natural el ejercicio de profundizar en el conocimiento de nuestra historia y nuestros personajes"»
El 8 de diciembre de 2007, se anunció en la edición central del noticiero 24 horas, la lista de los 10 personajes más votados. Al mismo tiempo, se publicó en el sitio web oficial la posición de cada uno de los 60 candidatos. Los diez finalistas quedaron ordenados de la siguiente forma:

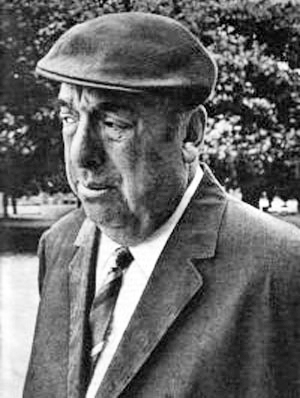
1. Pablo Neruda 1904–1973 Escritor, diplomático y político. Senador, candidato a la Presidencia y Premio Nobel de Literatura.
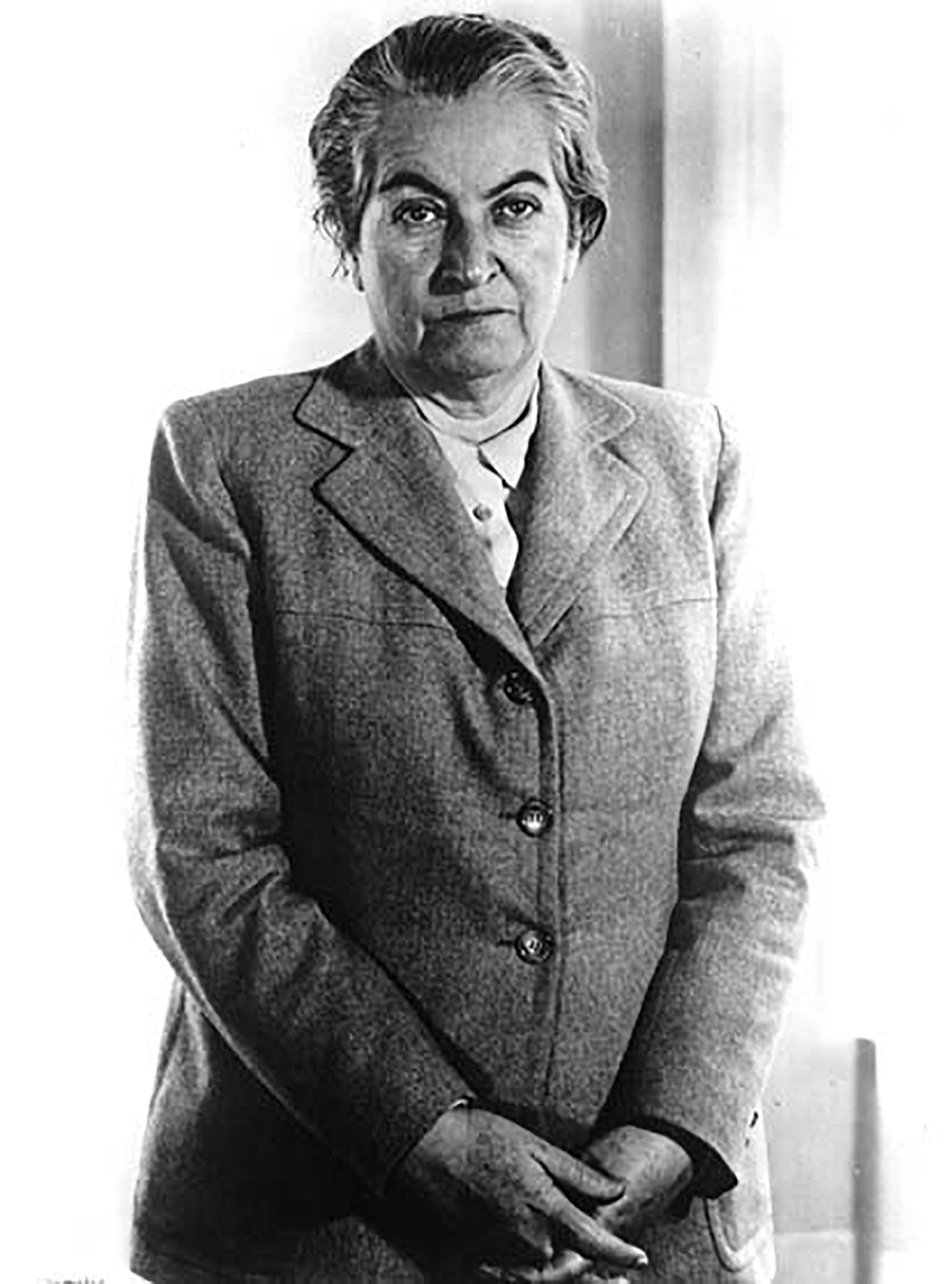
2. Gabriela Mistral 1889–1957 Poetisa, profesora y diplomática. Primera y única mujer iberoamericana ganadora del Premio Nobel de Literatura.
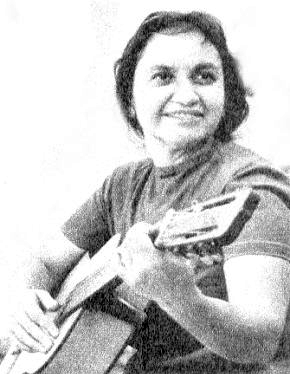
3. Violeta Parra 1917–1967 Artista visual y música. Considerada una de las principales exponentes del folclor chileno y fundadora de la Nueva Canción Chilena.
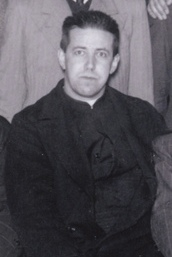
4. San Alberto Hurtado 1901–1952 Abogado, legislador y sacerdote jesuita. Fundador del Hogar de Cristo.
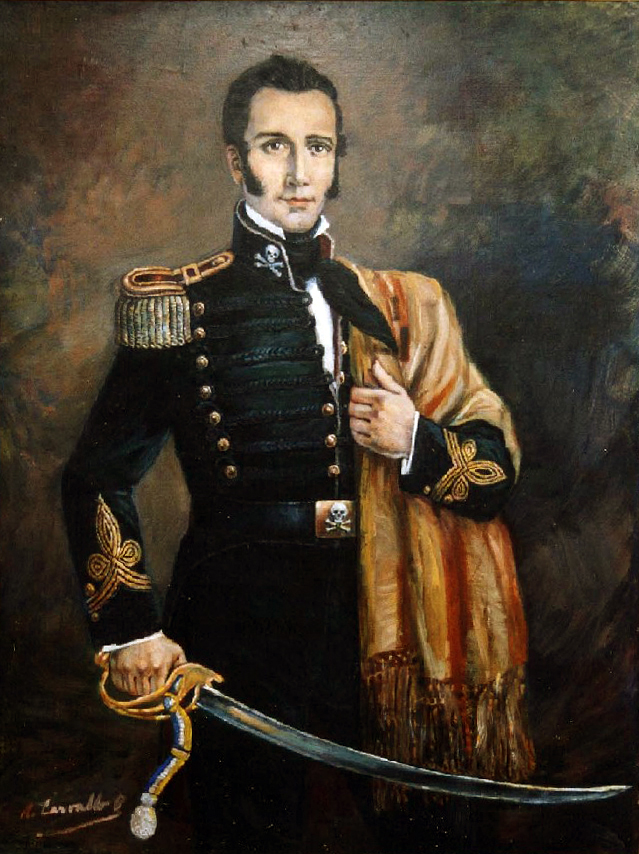
5. Manuel Rodríguez 1786–1818 Político, revolucionario independentista. Durante la Reconquista, se volvió guerrillero y lideró la resistencia.
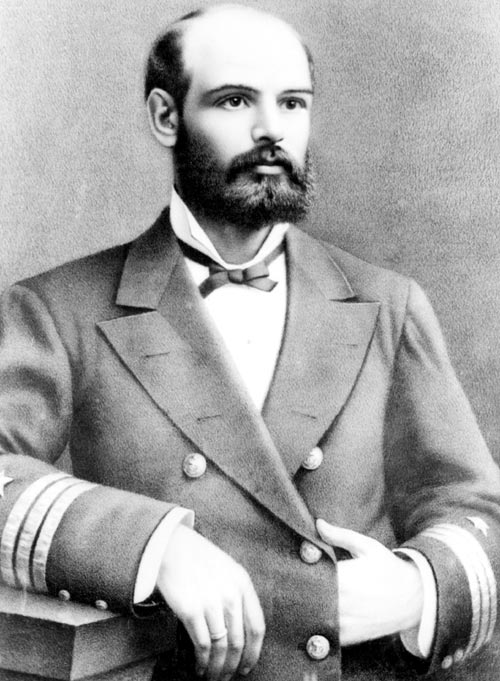
6. Arturo Prat 1848–1879 Abogado y marino. Considerado el máximo héroe de la Armada de Chile tras su muerte en el combate naval de Iquique.
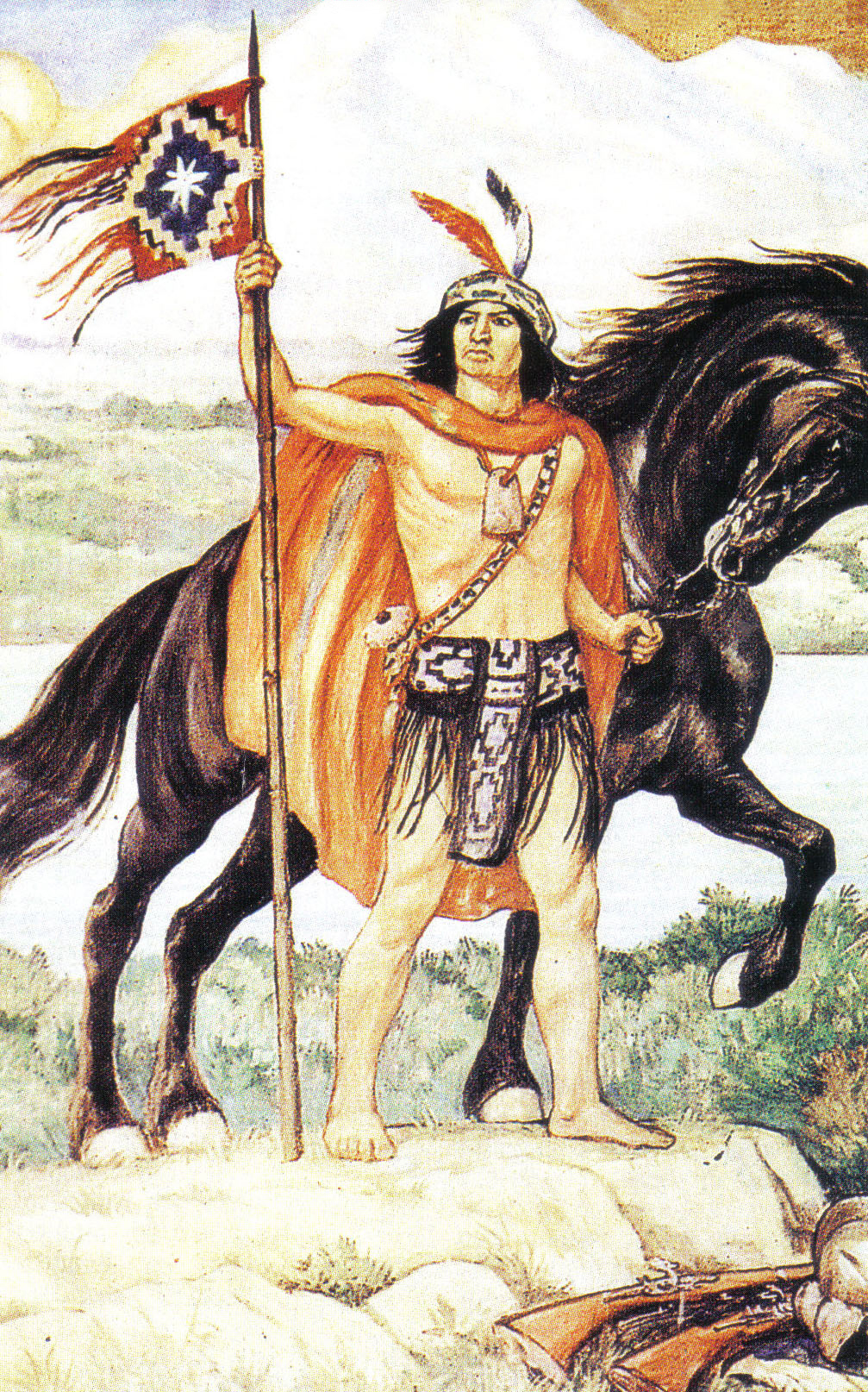
7. Lautaro ca. 1535–1557 Líder militar mapuche, uno de los mayores estrategas durante la Guerra de Arauco contra el dominio español.
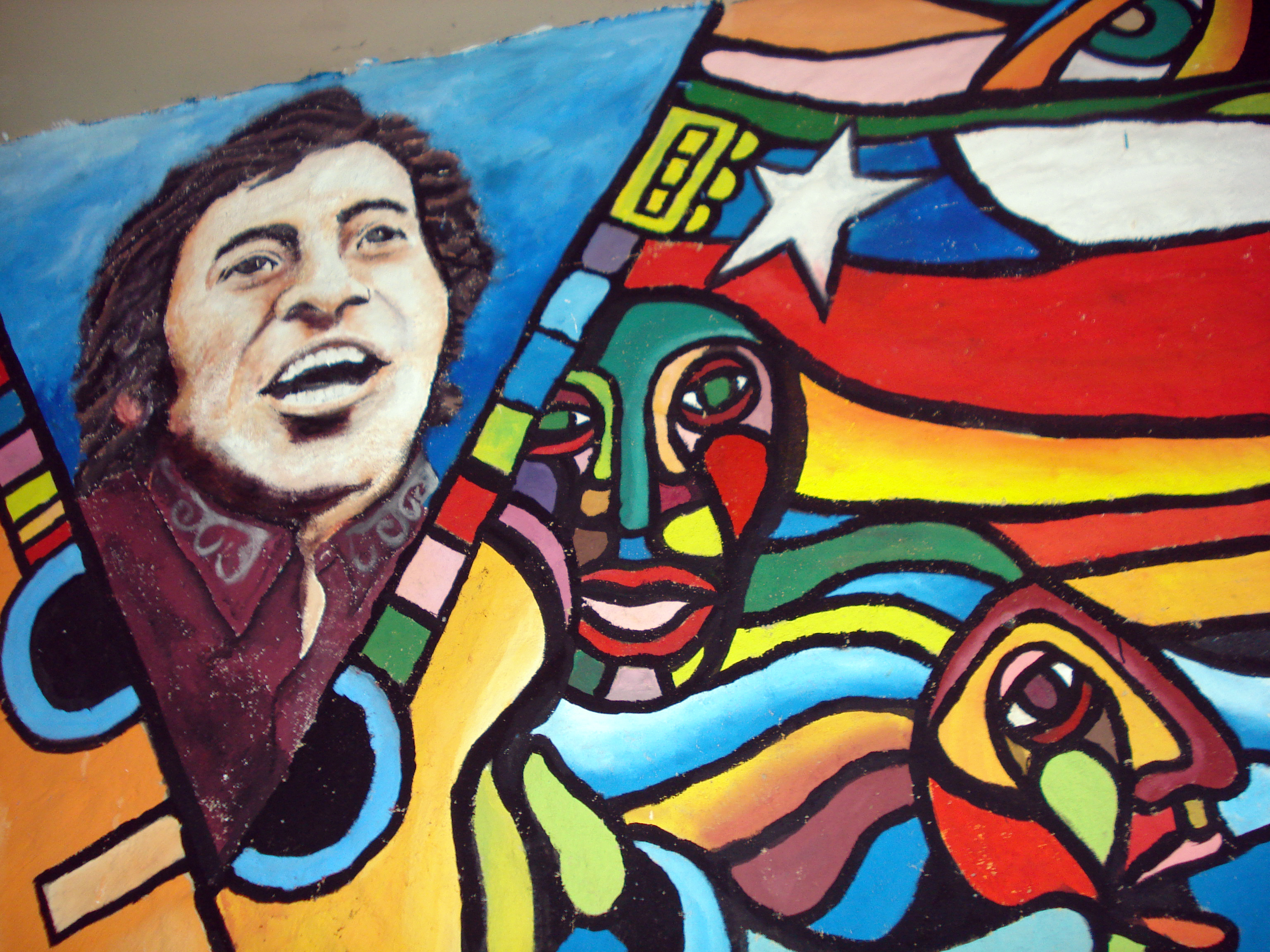
8. Víctor Jara 1932–1973 Músico, cantautor, profesor, director de teatro, activista político y militante del Partido Comunista de Chile.
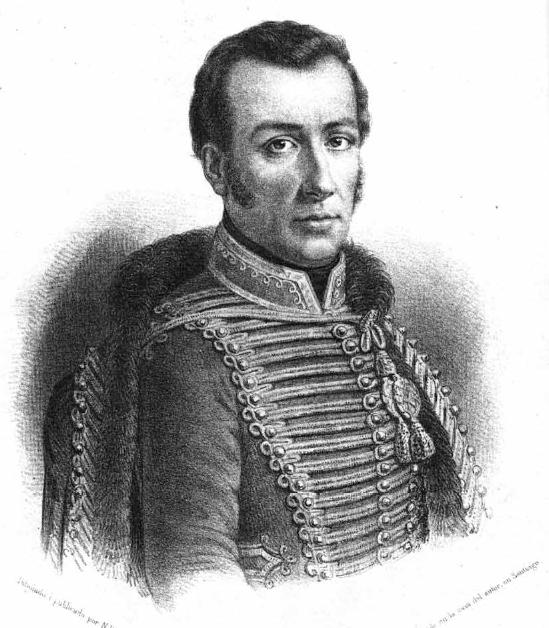
9. José Miguel Carrera 1785–1821 Político y militar Chileno. Durante la Guerra de la Independencia fue el primer Comandante en Jefe del Ejército y Gobernante de Chile.
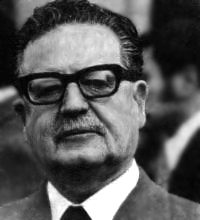
10. Salvador Allende 1908–1973 Médico y político socialista. Electo como presidente de Chile, fue derrocado en 1973.

De los diez nominados, cuatro fueron artistas (dos músicos y dos poetas), cuatro militares (un marino, dos revolucionarios independentistas y un revolucionario indígena), un religioso católico y sólo un Presidente de Chile (aunque Carrera ostentó el cargo de Director Supremo, título predecesor). En cuanto a los siglos en que vivieron principalmente, uno lo hizo en el siglo XVI, tres vivieron en el siglo XIX, y seis en el siglo XX. Aunque existieron nominados extranjeros, todos nacieron bajo el actual territorio de Chile; sin embargo, Lautaro lo hizo en territorio bajo dominio mapuche previo a la existencia del país como tal y Carrera y Rodríguez en la colonia española previo a la independencia.

## Tercera fase: El programa
El programa comenzó sus transmisiones el 16 de julio, fecha en que se abrieron las votaciones para todas y todos los chilenos (anteriormente el sufragio se limitaba a estudiantes y profesores) y se dio inicio a un ciclo de documentales de 50 minutos de duración acerca de la vida de cada personaje. Los personajes en los documentales fueron defendidos por distintos ciudadanos que, a lo largo del programa, expondrán sus argumentos de porqué sus "defendidos" deben alcanzar el puesto de Gran chileno de la historia.
Los defensores de cada uno de los nominados fueron:
1. Pablo Neruda: Luis Weinstein
2. Gabriela Mistral: Ximena Rivas
3. Violeta Parra: Tati Penna
4. Alberto Hurtado: Benito Baranda
5. Manuel Rodríguez: Daniel Alcaíno
6. Arturo Prat: Rafael Cavada
7. Lautaro: Humberto Sichel
8. Víctor Jara: Ignacio Franzani
9. José Miguel Carrera: Nibaldo Mosciatti
10. Salvador Allende: Luz Croxatto

### Resultados finales
El 17 de septiembre fueron entregados los cómputos finales, los cuales dieron el siguiente resultado:
|  | 38,81 % |

|  | 38,63 % |

|  | 8,81 % |

|  | 3,98 % |

|  | 2,60 % |

|  | 2,32 % |

|  | 2,13 % |

|  | 2,02 % |

|  | 1,49 % |

|  | 1,32 % |

## Críticas
Tras la publicación de los 10 personajes finalistas, nuevamente se levantaron las críticas por la exclusión de diversas figuras, siendo la más connotada la de Bernardo O'Higgins, considerado como el Padre de la Patria, y la de Augusto Pinochet, que precisamente derrocó a Salvador Allende. En la Encuesta Bicentenario UC-Adimark de 2007 realizada a la población, la figura de O'Higgins alcanzó el segundo lugar de menciones espontáneas tras Pablo Neruda, por lo que algunos mencionaron que la exclusión de este se debió al universo acotado de votantes (estudiantes y profesores). Otras personas, incluyendo historiadores, mencionaron que la exclusión de O'Higgins se debió a su carácter alejado de la popularidad histórica e incluso por cierta «pinochetización» que habría vivido su figura. Otros mencionaron que el efecto producido por la serie Héroes (donde O'Higgins aparecía como una especie de dictador y responsable de las muertes de Carrera y Rodríguez) habría influenciado en la votación.

A mí no me impresiona para nada. Es un formato de votación popular y si hay algo que O'Higgins no es, es “héroe del pueblo” [...] Carrera tiene mucha más mitología, es un personaje cinematográfico, con gran narrativa; era un tipo que caía bien, que era bueno para la guitarra y mujeriego, era lo que hoy llamaríamos un ‘vendepomadas’
Alfredo Sepúlveda, historiador

De los personajes elegidos, otros historiadores arguyeron que la sociedad se inclinó por figuras románticas y sacrificadas (los seleccionados fallecieron en duras circunstancias, salvo Neruda, Mistral y Hurtado), ligadas al ámbito cultural en desmedro de la política. Incluso, se refirieron a que los resultados reflejaban el impacto de la mediatización, la falta de conocimiento histórico de los estudiantes y una «amnesia histórica» de estos.
Esta situación aumentó la virulencia de los grupos de apoyo, llegando a detectarse mensajes contra Allende, TVN y la presidenta Michelle Bachelet, emitidos por funcionarios de la Armada de Chile, quienes además incitaban a votar por Prat usando el correo electrónico de la institución. Finalmente, Allende ganaría a Arturo Prat, mientras que el tercer lugar, San Alberto Hurtado, obtuvo un cuarto de la votación de cada uno.
Otras polémicas se suscitaron en cuanto a la organización del programa. Las organizaciones asociadas a la figura de Violeta Parra y Víctor Jara se negaron a participar en la producción de los documentales e incluso intentaron demandar a ellos por la utilización de su imagen.[cita requerida] Además, la publicación de un correo interno en que se criticaba la figura de Salvador Allende (llamándolo «eterno segundón», «alcohólico» y «extravagante»), Arturo Prat (mencionándolo como parte de un mito construido para ocultar una derrota bélica) y Gabriela Mistral, generó el rechazo de los familiares y cercanos a estos personajes, recibiendo disculpas personales de parte del director ejecutivo del canal.

## En otros países
Además del original de la BBC (en donde el ganador fue Winston Churchill, político y primer ministro) y de la versión chilena, se han realizado en el mundo los siguientes spin-offs:
- En Alemania, ZDF realizó Unsere Besten (Lo mejor que tenemos). El ganador fue Konrad Adenauer, político y Canciller.
- En Argentina, Telefe realizó El Gen Argentino durante 2007.
- En Bélgica se emitieron De Grootste Belg y Le plus grand belge ganando el padre Damián de Molokai.
- En Bulgaria, Los grandes búlgaros (Великите българи) finalizó en febrero de 2007.
- En Canadá, la CBC hizo The Greatest Canadian (El Canadiense Más Grande) en el año 2004. El ganador fue Tommy Douglas, político y primer ministro de Saskatchewan.
- En Ecuador, Ecuavisa hizo El Mejor Ecuatoriano en el año 2005. El ganador fue Eloy Alfaro, político, revolucionario y expresidente.
- En España, Antena 3 hizo un solo programa basado en una encuesta de 3000 personas, y eligió al entonces jefe de Estado, el Rey Juan Carlos I, como El Español de la Historia, el 22 de mayo de 2007.[8] Radiotelevisión de Castilla y León realizó un concurso con un formato parecido, llamado El castellano y leonés de la historia, en el cual Isabel de Castilla fue elegida por amplia mayoría.
- En Estados Unidos, Discovery Channel (junto con AOL) hizo The Greatest American en mayo de 2005. El ganador fue Ronald Reagan, Presidente.[9]
- En Finlandia, YLE hizo Suuret Suomalaiset (Grandes Finlandeses).[10]
- En Francia, Le Plus Grand Français (El francés más grande) se hizo en France 2. El ganador fue Charles de Gaulle, líder político y estadista.
- En Gales, 100 Welsh Heroes fue el resultado de una selección realizada en 2003-2004.
- En Nueva Zelanda, se realizó New Zealand's Top 100 History Makers.
- En los Países Bajos, el ganador de De Grootste Nederlander fue Pym Fortuyn, activista político.
- En Portugal, RTP eligió al dictador António de Oliveira Salazar en Grandes Portugueses.
- En la República Checa se realizó Největší Čech, que finalizó en junio de 2005.
- En Rumania, el programa llamado Mari Români (Grandes Rumanos) comenzó en mayo de 2006 y el 21 de octubre, TVR presentó al ganador de una preselección de 100 rumanos connotados.
- En Sudáfrica, la SABC realizó Great South Africans.